# Nhịp độ

Hai khuôn nhạc đầu trong Sonata K. 331 của Mozart, trong đó ấn định nhịp độ là "Andante grazioso" và tương ứng với cách soạn nhạc hiện đại là: " = 120".

Trong thuật ngữ âm nhạc, nhịp độ (hay tempo, tiếng Ý: thời gian) là tốc độ hay độ nhanh của một bản nhạc và là yếu tố rất quan trọng của bất kỳ tác phẩm âm nhạc nào.

## Đo nhịp độ

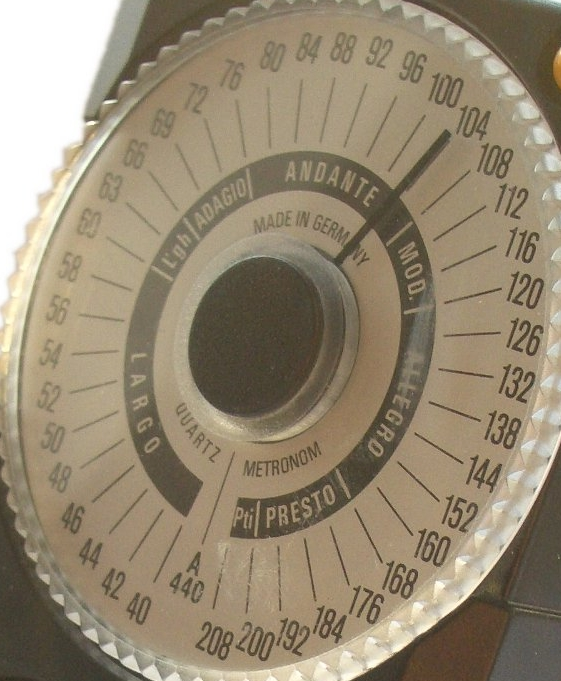
Máy đánh nhịp (metronome) điện tử.

Nhịp độ của một bản nhạc thông thường sẽ được viết ở phần bắt đầu của bản nhạc, và trong âm nhạc phương Tây hiện đại thường được tính bằng nhịp mỗi phút (beats per minute/BPM). Nó thường ghi rõ một loại nốt nhạc cụ thể (ví dụ nốt đen) tương ứng với 1 nhịp (phách), và ấn định số lượng phách được đánh trong một phút. Nhịp độ càng cao thì số lượng phách phải đánh trong một phút càng nhiều và do đó bản nhạc được chơi nhanh hơn.